# Simranjeet Singh
Pour les articles homonymes, voir Singh.
Simranjeet Singh (en pendjabi : ਸਿਮਰਨਜੀਤ ਸਿੰਘ, et en hindi : सिमरनजीत सिंह), né le 27 décembre 1996 est un joueur de hockey sur gazon indien qui joue comme milieu de terrain pour l'équipe nationale indienne.
Il faisait partie de l'équipe indienne qui a remporté la Coupe du monde masculine de hockey sur gazon des moins de 21 ans 2016. Il a fait ses débuts dans l'équipe senior en 2018 et a fait partie de l'équipe indienne médaillée d'argent au Champions Trophy masculin 2018.
Singh a été formé à la Surjit Hockey Academy à Jalandhar. Son cousin Gurjant Singh est aussi un joueur de hockey international.